# 江戶川區
江户川区（日语：／ Edogawa ku */?）位于日本东京23区最东面，是东京都的特別区之一。总面积约为49.90平方公里，其面积是东京23区中的第4位。区名源于位于区的东侧南北而流的江户川而来。

## 人口
| 江戶川區人口分布圖 |                                                 |  |
| 江戶川區與日本全國年齡別人口分布比較圖 （2005年資料） | 江戶川區的年齡、男女別人口分布圖 （2005年資料） |  |
| ■紫色是江戶川區 ■綠色是全国 | ■藍色是男性 ■紅色是女性                         |  |
| 江戶川區人口變化 \| 1970年 \| 446,758人 \| \| \| 1975年 \| 473,656人 \| \| \| 1980年 \| 495,231人 \| \| \| 1985年 \| 514,812人 \| \| \| 1990年 \| 565,939人 \| \| \| 1995年 \| 589,414人 \| \| \| 2000年 \| 619,953人 \| \| \| 2005年 \| 653,944人 \| \| \| 2010年 \| 678,967人 \| \| \| 2015年 \| 681,298人 \| \| \| 2020年 \| 697,932人 \| \| |                                                 |  |
| 資料來源：日本總務省統計中心提供之人口普查數據 |                                                 |  |
| 1970年 | 446,758人                                       |  |
| 1975年 | 473,656人                                       |  |
| 1980年 | 495,231人                                       |  |
| 1985年 | 514,812人                                       |  |
| 1990年 | 565,939人                                       |  |
| 1995年 | 589,414人                                       |  |
| 2000年 | 619,953人                                       |  |
| 2005年 | 653,944人                                       |  |
| 2010年 | 678,967人                                       |  |
| 2015年 | 681,298人                                       |  |
| 2020年 | 697,932人                                       |  |

### 日夜間人口
2005年夜間人口（居住者）為653,805人，區外通勤者與通學生、居住者在內的區內日間人口為534,942人，是夜間人口的0.818倍。

### 印度人村
在兩萬三千名在日印度人中，約有三成居住於東京，其中以江戶川區最多。2012年本區的在日印度人將近2000人。

## 地理

### 河川
- 江戶川
- 舊江戶川（日语：旧江戸川）
- 新中川（日语：新中川）
- 荒川
- 舊中川（日语：旧中川）
- 中川
- 左近川（日语：左近川）
- 新川（日语：新川 (江戸川区)）

### 相邻接的行政区
- 東 - 千葉県浦安市、市川市
- 北 - 松戶市、葛飾区
- 西 - 墨田区、江東区

## 歷史

### 沿革
古代
江戶川區域最早記載於奈良時代正倉院「正倉院文書」，書中記載的下總國葛飾郡「甲和（こうわ）里」大約是現在的小岩地區。當時此地為河川、沼澤、水池錯綜的廣大濕地，人煙稀少。
中世
鎌倉時代，此地屬下總國豪族千葉氏的勢力範圍。篠崎地區做為葛西氏葛西御廚中心地而繁榮。今井（現在江戶川區瑞江一帶）、長島（同東葛西）是太日川河口的港口。
戰國時代，本地是相模國戰國大名後北條氏領國、江戸衆と呼ばれる江戸城代遠山氏を中心とした家臣団の支配下に入り、区内の一部が太田氏や富永氏らの領地となっていた記録が残る。
近世
德川家康入府江戶，本區成為幕府直轄領（御鷹場），堀江町（現南葛西）左近川河口附近有江戶幕府舟手奉行向井將監忠勝屋敷，「將監」流傳為當地地名。
江戶時代，此地是江戶近郊蔬菜供給地。江戶初期此地石高約1萬5千石，文政年間已發展至超過2萬石。此外漁業也十分興盛。
另一方面，此地也是水災頻繁的低濕地帶，直到荒川放水路完成後才紓解。
近代
大政奉還後，現江戶川區（武藏國葛飾郡）劃入小菅縣。2年後實施廢藩置縣，葛飾郡現江戶川區範圍（上小岩村、中小岩村、下小岩村、上小松村、西一之江村、新堀村、松本村、船堀村、二之江村、桑川村、長島村、宇喜田村、上平井村、中平井村、逆井村、下平井村、鹿骨村、前野村、笹崎村、伊勢屋村、下鎌田村、上鎌田村、下今井村、上今井村、興宮村、下篠崎村、下小松村、東小松川村、東一之江村、西小松川村、本一色村、上一色村、下篠崎村、上篠崎村、谷河內村）劃入東京府。
由於村數眾多，此十八村組成「連合村」。明治21年（1888年）4月公布市制、町村制，成立小松川村、平井村、葛西村、松江村、船堀村、瑞穗村、一之江村、鹿本村、篠崎村、小岩村10村。
明治28年（1895年），江戶川對岸千葉縣東葛飾郡行德町的江戶川西側飛地（妙見島等）併入。大正2年（1913年），瑞穗村與一之江村合併成立瑞江村。大正3年（1914年），開鑿荒川放水路，船堀村、小松川村、平井村廢止，船堀村與小松川村一部分併入松江村，平井村一部分併入奧戶村，剩餘部份合併成立小松川町。
1932年（昭和7年）10月1日，南葛飾郡小松川町、葛西村、松江町、瑞江村、鹿本村、篠崎村、小岩町7町村合併，相當於現在的江戶川區。

### 地名由來
- 地名來自於東側的江戶川。

## 地域

### 主要祭典、活動
- 淺間神社幟祭（泥巴祭）
- 雷之大般若（真藏院奇祭）
- 葛西囃子
- 江戶川區花火大會（與市川市同時舉辦）
- 小松川千本櫻祭
- 新川千本櫻

### 特產
- 小松菜
- 牽牛花（朝顏）

### 町丁
一之江
一之江町
宇喜田町
江戶川
大杉
興宮町
上一色
上篠崎
北葛西
北小岩
北篠崎
小松川
鹿骨
鹿骨町
篠崎町
下篠崎町
清新町
中央
中葛西
新堀
西一之江
西葛西
西小岩
西小松川町
西篠崎
西瑞江
二之江町
春江町
東葛西
東小岩
東小松川
東篠崎
東篠崎町
東松本
東瑞江
平井
船堀
本一色
松江
松島
松本
瑞江
南葛西
南小岩
南篠崎町
谷河內
臨海町
主要區域名
- 葛西

### 地方媒體
- FM江戶川（日语：エフエム江戸川）
- 江戶川有線電視（日语：江戸川ケーブルテレビ）

### 車牌號碼
江戶川區屬足立號碼（東京運輸支局）。
足立號碼區域
- 台東區、江東區、墨田區、荒川區、足立區、葛飾區、江戶川區 （页面存档备份，存于）。

## 區政

### 區長
- 區長 ： 斉藤猛（日语：斉藤猛）（第1任）
- 任期 ： 2019年（令和元年）4月27日就任[3]

#### 區長選舉
2011年4月27日 投票率：43.5％
| 候選人   | 當選 | 政黨   | 推薦       | 得票    |
| -------- | ---- | ------ | ---------- | ------- |
| 多田正見 | 當選 | 無所屬 | 自民、公明 | 175,429 |
| 河合恭一 |      | 無所屬 | 共產       | 44,044  |

### 姐妹都市、友好都市

#### 國內
- 長野縣安曇野市：友好都市
- 山形縣鶴岡市：友好都市

#### 海外
- 澳洲高士福：姐妹都市

## 立法

### 區議會
- 席次 ： 44名
- 任期 ： 2015年（平成27年）5月2日 － 2019年（平成31年）5月1日[3]
- 議長 ： 高木秀隆（區議會自由民主黨）
- 副議長 ： 鵜澤悅子（江戶川區議會公明黨）

| 黨派                     | 席次 |
| ------------------------ | ---- |
| 區議會自由民主黨         | 13   |
| 江戶川區議會公明黨       | 13   |
| 民主、維新、未來         | 6    |
| 日本共產黨江戶川區議員團 | 5    |
| 生活者網路               | 2    |
| 無所屬                   | 5    |
| 計                       | 44   |

### 都議會
- 席次 ： 5名
- 選舉區 ： 江戶川區選舉區
- 任期 ： 2013年（平成25年）7月23日 － 2017年（平成29年）7月22日[3]（參照「2013年東京都議會議員選舉」）

| 姓名       | 黨派                       | 當選次數 |
| ---------- | -------------------------- | -------- |
| 上野和彥   | 都議會公明黨               | 3        |
| 宇田川聰史 | 東京都議會自由民主黨       | 3        |
| 田島和明   | 東京都議會自由民主黨       | 6        |
| 上田令子   | 眾人之黨 Tokyo             | 1        |
| 河野ゆりえ | 日本共產黨東京都議會議員團 | 3        |

### 眾議院
- 任期 ： 2014年（平成26年）12月14日 － 2018年（平成30年）12月13日（參照「第47屆日本眾議院議員總選舉」）

| 選舉區       | 姓名     | 黨派       | 當選次數 | 備註     |
| ------------ | -------- | ---------- | -------- | -------- |
| 東京都第16區 | 大西英男 | 自由民主黨 | 2        | 選舉區   |
| 東京都第16區 | 初鹿明博 | 維新黨     | 2        | 比例復活 |
| 東京都第17區 | 平澤勝榮 | 自由民主黨 | 7        | 選舉區   |

## 名勝古蹟
- 妙見島
- 一之江名主屋敷（日语：一之江名主屋敷）
- 新川水門（東西）
- Lumiere商店街（日语：新小岩ルミエール商店街）
- 篠原風鈴本舗
- 小岩菖蒲園
- 舊小松川文書庫

神社佛閣
- 天祖神社
- 豐田神社
- 北野神社
  - （茅の輪くぐり）
- 八幡神社
  - （北原白秋歌碑）
- 篠崎淺間神社（日语：篠崎浅間神社）

- 昇覺寺
  - （鐘樓）
- 明福寺
  - （木造親鸞聖人坐像）
- 誠心寺
  - （木造聖觀世音菩薩立像）
- 感應寺
  - （梵鐘）
- 圓藏院
- 梵音寺
  - （木造聖觀音菩薩坐像）
- 十念寺
  - （銅造觀音菩薩立像）
- 泉福寺
- 西光寺
- 圓勝院（日语：圓勝院）
- 本藏寺
  - （木造日朗、日像聖人坐像）
- 仲台院
  - （木造阿彌陀如來立像）
- 金藏寺
  - （木造阿彌陀如來立像）
- 圓照寺
  - （木造地藏菩薩立像）
- 無量寺
  - （木造阿彌陀如來立像）
- 妙音寺
  - （木造阿彌陀三尊像）
- 正真寺
  - （銅造誕生釋迦佛立像）
- 東善寺
  - （木造藥師如來坐像）
- 最勝寺（日语：最勝寺 (江戸川区)）
- 善養寺（日语：善養寺 (江戸川区)）
  - 善養寺境內影向之松（日语：影向のマツ）
- 大雲寺（日语：大雲寺 (江戸川区)）（役者寺，多歌舞伎役者墓）
- 大護寺（日语：大護寺 (江戸川区)）
- 燈明寺（日语：燈明寺 (江戸川区)）（關東三聖天之一的平井聖天）
- 白蓮院（日语：白蓮院）
- 密蔵院（日语：密蔵院 (江戸川区)）
- 妙勝寺（日语：妙勝寺 (江戸川区江戸川)）
- 妙光寺
  - （木造日蓮聖人坐像）
- 清光寺
  - （木造奪衣婆坐像）
- 妙泉寺
  - （松浦信正寫經塔）

## 教育

### 大學
- 愛國學園短期大學（西小岩五丁目）

### 專門學校
- 東京MASUDA學院調理師專門學校（東京マスダ学院調理師専門学校）
- 東京醫藥專門學校
- 東京福祉專門學校（日语：東京福祉専門学校）
- 東京醫療、體育專門學校（日语：東京メディカル・スポーツ専門学校）
- 東京復健（リハビリテーション）專門學校（中央一丁目）
- 東京運動、休閒專門學校（日语：東京スポーツ・レクリエーション専門学校）
- 東京Belle Epoque製菓調理專門學校（日语：東京ベルエポック製菓調理専門学校）
- 東京Belle Epoque美容專門學校（日语：東京ベルエポック美容専門学校）
- 東京音樂學校專門學校（日语：東京スクールオブミュージック専門学校）
- 東京影片中心電影、演員專門學校（日语：東京フィルムセンター映画・俳優専門学校）
- 東京溝通藝術專門學校（日语：東京コミュニケーションアート専門学校）
- 東京動畫、聲優專門學校

### 高等學校
都立
- 東京都立江戶川高等學校（日语：東京都立江戸川高等学校）（松島二丁目）
- 東京都立葛西工業高等學校（日语：東京都立葛西工業高等学校）（春江町四丁目）
- 東京都立葛西南高等學校（日语：東京都立葛西南高等学校）（南葛西一丁目）
- 東京都立小岩高等學校（日语：東京都立小岩高等学校）（本一色三丁目）
- 東京都立小松川高等學校（日语：東京都立小松川高等学校）（平井一丁目）
- 東京都立篠崎高等學校（日语：東京都立篠崎高等学校）（東篠崎一丁目）
- 東京都立紅葉川高等學校（日语：東京都立紅葉川高等学校）（臨海町二丁目）

私立（含中高一貫校）
- 愛國高等學校（日语：愛国高等学校）（西小岩五丁目）
- 江戶川女子中學校、高等學校（日语：江戸川女子中学校・高等学校）（東小岩五丁目）
- 關東第一高等學校（日语：関東第一高等学校）（松島二丁目）

### 中學校
區立
- 江戶川區立葛西中學校
- 江戶川區立葛西第二中學校
- 江戶川區立葛西第三中學校
- 江戶川區立上一色中學校
- 江戶川區立小松川第一中學校（日语：江戸川区立小松川第一中学校）
- 江戶川區立小松川第二中學校
- 江戶川區立小松川第三中學校
- 江戶川區立小岩第一中學校（日语：江戸川区立小岩第一中学校）
- 江戶川區立小岩第二中學校（日语：江戸川区立小岩第二中学校）
- 江戶川區立小岩第三中學校（日语：江戸川区立小岩第三中学校）
- 江戶川區立小岩第四中學校（日语：江戸川区立小岩第四中学校）
- 江戶川區立小岩第五中學校（日语：江戸川区立小岩第五中学校）
- 江戶川區立鹿骨中學校（日语：江戸川区立鹿骨中学校）
- 江戶川區立鹿本中學校（日语：江戸川区立鹿本中学校）
- 江戶川區立篠崎中學校（日语：江戸川区立篠崎中学校）
- 江戶川區立篠崎第二中學校
- 江戶川區立清新第一中學校（日语：江戸川区立清新第一中学校）
- 江戶川區立清新第二中學校（日语：江戸川区立清新第二中学校）
- 江戶川區立西葛西中學校（日语：江戸川区立西葛西中学校）
- 江戶川區立二之江中學校
- 江戶川區立春江中學校
- 江戶川區立東葛西中學校
- 江戶川區立松江第一中學校
- 江戶川區立松江第二中學校（日语：江戸川区立松江第二中学校）
- 江戶川區立松江第三中學校
- 江戶川區立松江第四中學校
- 江戶川區立松江第五中學校
- 江戶川區立松江第六中學校（日语：江戸川区立松江第六中学校）
- 江戶川區立瑞江中學校
- 江戶川區立瑞江第二中學校
- 江戶川區立瑞江第三中學校
- 江戶川區立南葛西中學校
- 江戶川區立南葛西第二中學校

私立
- 愛國中學校

### 小學校
區立
- 江戶川區立一之江小學校
- 江戶川區立一之江第二小學校
- 江戶川區立宇喜田小學校
- 江戶川區立江戶川小學校
- 江戶川區立大杉小學校
- 江戶川區立大杉第二小學校
- 江戶川區立大杉東小學校
- 江戶川區立葛西小學校
- 江戶川區立鎌田小學校
- 江戶川區立上一色小學校
- 江戶川區立上一色南小學校
- 江戶川區立上小岩小學校
- 江戶川區立上小岩第二小學校
- 江戶川區立北小岩小學校
- 江戶川區立小岩小學校
- 江戶川區立小松川小學校
- 江戶川區立小松川第二小學校
- 江戶川區立鹿骨小學校
- 江戶川區立鹿骨東小學校
- 江戶川區立鹿本小學校
- 江戶川區立篠崎小學校
- 江戶川區立篠崎第二小學校
- 江戶川區立篠崎第三小學校
- 江戶川區立篠崎第四小學校（日语：江戸川区立篠崎第四小学校）
- 江戶川區立篠崎第五小學校（日语：江戸川区立篠崎第五小学校）
- 江戶川區立下鎌田小學校
- 江戶川區立下鎌田東小學校
- 江戶川區立下鎌田西小學校
- 江戶川區立下小岩小學校
- 江戶川區立下小岩第二小學校
- 江戶川區立清新第一小學校
- 江戶川區立清新第二小學校
- 江戶川區立清新第三小學校
- 江戶川區立第二葛西小學校
- 江戶川區立第三葛西小學校
- 江戶川區立第四葛西小學校
- 江戶川區立第五葛西小學校
- 江戶川區立第六葛西小學校
- 江戶川區立第七葛西小學校
- 江戶川區立第二松江小學校（日语：江戸川区立第二松江小学校）
- 江戶川區立第三松江小學校
- 江戶川區立新堀小學校
- 江戶川區立中小岩小學校
- 江戶川區立西一之江小學校
- 江戶川區立西葛西小學校
- 江戶川區立西小岩小學校
- 江戶川區立西小松川小學校
- 江戶川區立新田小學校
- 江戶川區立二之江小學校
- 江戶川區立二之江第二小學校
- 江戶川區立二之江第三小學校
- 江戶川區立春江小學校
- 江戶川區立東葛西小學校
- 江戶川區立東小岩小學校
- 江戶川區立東小松川小學校
- 江戶川區立平井小學校
- 江戶川區立平井第二小學校
- 江戶川區立平井西小學校
- 江戶川區立平井東小學校
- 江戶川區立平井南小學校
- 江戶川區立船堀小學校（日语：江戸川区立船堀小学校）
- 江戶川區立船堀第二小學校（日语：江戸川区立船堀第二小学校）
- 江戶川區立松江小學校
- 江戶川區立松本小學校
- 江戶川區立瑞江小學校
- 江戶川區立南葛西小學校
- 江戶川區立南葛西第二小學校
- 江戶川區立南葛西第三小學校
- 江戶川區立瑞江小學校
- 江戶川區立南小岩小學校
- 江戶川區立南小岩第二小學校
- 江戶川區立南篠崎小學校
- 江戶川區立本一色小學校
- 江戶川區立臨海小學校

### 其他
- 日本麵包技術研究所（日语：日本パン技術研究所）

## 體育隊伍
- 社會人硬式棒球俱樂部隊 東京L.B.C
- ALL JIN JAN Rugby Football Club

## 公共設施
消防
東京消防廳
- 江戶川消防署（中央二丁目9-13）
  - 小松川出張所（平井一丁目8-8）
  - 瑞江出張所（西瑞江三丁目26）
- 葛西消防署（中葛西一丁目29-1）
  - 船堀出張所（船堀六丁目11-17）
  - 南葛西出張所（南葛西四丁目4-12）
- 小岩消防署（鹿骨二丁目42-11）
  - 篠崎出張所（南篠崎町五丁目13-1）
  - 南小岩出張所（南小岩五丁目13-13）
  - 北小岩出張所（北小岩三丁目1-20）

警察
警視廳
- 小岩警察署（日语：小岩警察署）（東小岩6-9-17）
- 小松川警察署（日语：小松川警察署）（松島1-9-22）
- 葛西警察署（日语：葛西警察署）（東葛西6-39-1）

醫院
- 江戶川醫院（日语：江戸川病院）
- 東京臨海醫院（日语：東京臨海病院）

主要體育設施
- 江戶川競艇場（日语：江戸川競艇場）
- 江戶川區球場（日语：江戸川区球場）
- 江戶川區運動中心（日语：江戸川区スポーツセンター）
- 江戶川區體育場（スポーツランド）（東京23區唯一的區立

滑冰場）
- 江戶川區總合體育館（設有氣槍射撃場）
- 江戶川區水邊運動公園（東京2區唯一的區立滑輪溜冰場）
- 江戶川區陸上競技場（日语：江戸川区陸上競技場）
- 江戶川區臨海球技場足球、橄欖球場（日语：江戸川区臨海球技場サッカー・ラグビー場）

博物館、美術館
- 地下鐵博物館
- 關口美術館
- 江戶川區鄉土資料室
- 杉山美術館
- 盆栽美術館春花園
- 江戶川競艇美術館（展示空間）

圖書館
- 中央圖書館
- 小岩圖書館
- 松江圖書館
- 小松川圖書館
- 篠崎圖書館
- 葛西圖書館
- 西葛西圖書館
- 東葛西圖書館
- 東部圖書館
- 篠崎兒童圖書館
- 鹿骨社區圖書館
- 清新町社區書館

公園
- 葛西臨海公園
  - 鑽石與花摩天輪
  - 葛西臨海水族園
- 葛西海濱公園
- 篠崎公園（日语：篠崎公園）
- 總合休閒公園（日语：総合レクリエーション公園）
- 新左近川（日语：新左近川）親水公園
- 新長島川親水公園
- 行船公園（日语：行船公園）
  - 江戶川區自然動物園（日语：江戸川区自然動物園）
  - 平成庭園・源心庵
- 宇喜田公園（日语：宇喜田公園）
- 大島小松川公園（日语：大島小松川公園）
- 古川親水公園（日语：古川親水公園）
- 篠崎小馬園（篠崎ポニーランド）
- 渚小馬園（なぎさポニーランド）
- 小松川境川親水公園
- 一之江境川親水公園
  - 一之江抹香亭
- 小岩公園
  - 甲和亭
- 小岩菖蒲園
- 今井兒童交通公園
- 噴水池（ジャブジャブ池）

（親水率道潺潺散步道）
- 下小岩親水綠道
- 親水櫻街道（親水さくらかいどう）
- 葛西親水四季之道
- 西小岩親水綠道
- 鹿本親水綠道
- 上小岩親水綠道
- 興農親水綠道
- 流堀親水花之道（流堀親水はなのみち）
- 仲井堀親水綠道
- 篠田堀親水綠道
- 鎌田川親水綠道
- 鹿骨親水綠道
- 左近川親水綠道
- 本香用水親水綠道
- 椿親水綠道
- 東井堀親水綠道（江戶川戶登錄史蹟　東井堀跡）
- 宿川親水綠道

其他
- 東部Friend Hall（日语：東部フレンドホール）
- 瑞江葬儀所（日语：瑞江葬儀所）

## 交通
江戶川區有5條客運鐵道，皆屬於放射狀（東西向），因此南北狹長的江戶川區必須依賴路線巴士做為南北移動手段。這也是周邊葛飾區、浦安市等的共同課題。2007年4月至2008年3月，本區進行連接各鐵道路線的南北向急行巴士「Shuttle Seven」（シャトルセブン）的測試營運。運行區間為龜有站（葛飾區）或小岩站 - 一之江站 - 葛西站 - 葛西臨海公園站 - 東京迪士尼渡假區（浦安市），巴士業者為京成巴士。由於測試結果良好，2008年繼續營運，2009年起成為正式路線。
規劃中的環狀鐵道請參照Metro Seven。

### 鐵路
東日本旅客鐵道（JR東日本）
- 中央·總武緩行線：平井站 - （葛飾區） - 小岩站
- 京葉線：葛西臨海公園站

京成電鐵
- 京成本線：京成小岩站 - 江戶川站

東京都交通局（都營地下鐵）
- 新宿線：船堀站 - 一之江站 - 瑞江站 - 篠崎站

東京地下鐵
- 東西線：葛西站 - 西葛西站

### 路線巴士
- 都營巴士
  - 江戶川營業所（日语：都営バス江戸川営業所）
  - 臨海支所（日语：都営バス臨海支所）
- 京成巴士
  - 江戶川營業所（日语：京成バス江戸川営業所）

### 高速巴士
- 京成巴士
  - 奧戶營業所（日语：京成バス奥戸営業所）
    - 龜有站、小岩站、一之江站、葛西站 - 羽田機場
    - TDR、葛西站 - 錦糸町站、東京晴空塔城
    - 【深夜急行】東京站八重洲口→葛西臨海公園站→葛西站、一之江站、奧戶車庫

  - 千葉營業所（日语：京成バス千葉営業所）
    - 一之江站、葛西站 - 成田機場

- 東京空港交通
  - 龜有站、小岩站、一之江站、葛西站 - 羽田機場

### 水上巴士
- 東京都公園協會
  - 東京水邊線（日语：東京水辺ライン）
    - 葛西臨海公園碼頭
    - 平井碼頭

### 道路

#### 高速道路
- 首都高速道路
  - 首都高速C2 中央環狀線
  - 首都高速7號小松川線
  - 首都高速B 灣岸線

#### 一般道路
- 國道14號（千葉街道、京葉道路）
- 國道357號（東京灣岸道路）
- 東京都道10號東京浦安線（日语：東京都道・千葉県道10号東京浦安線）（葛西橋通（日语：葛西橋通り））
- 東京都道50號東京市川線（日语：東京都道・千葉県道50号東京市川線）（新大橋通（日语：東京都道・千葉県道50号東京市川線））
- 東京都道307號王子金町江戶川線（日语：東京都道307号王子金町江戸川線）（柴又街道）
- 東京都道308號千住小松川葛西沖線（日语：東京都道308号千住小松川葛西沖線）（船堀街道（日语：東京都道308号千住小松川葛西沖線）、平和橋通（日语：東京都道308号千住小松川葛西沖線））
- 東京都道315號御徒町小岩線（日语：東京都道315号御徒町小岩線）（藏前橋通（日语：蔵前橋通り））
- 東京都道318號環狀七號線
- 東京都道450號新荒川葛西堤防線（日语：東京都道450号新荒川葛西堤防線）
- 都市計畫幹線街路第16號線（永代通（日语：永代通り））

## 出身名人

### 演藝
- 碓井將大 - 藝人
- 內山真人 - 演員
- 蟹江敬三 - 演員
- 龜梨和也 - 傑尼斯藝人KAT-TUN
- 宇野實彩子 - AAA、藝人、歌手、演員
- 後藤真希 - 歌手、藝人（前早安少女組）
- 須賀健太 - 演員
- 須賀貴匡 - 演員
- 朴璐美 - 聲優
- 小野惠令奈 - 歌手、演員　（前AKB48）
- 礼真琴 - 寶塚歌劇團星組男役
- 宮舘涼太 - 傑尼斯藝人Snow Man
- 渡辺翔太 - 傑尼斯藝人Snow Man
- 佐久間大介 - 傑尼斯藝人Snow Man

### 體育
- 井野亞季子 - 排球選手（前NEC紅火箭）
- 大山加奈 - 排球選手
- 大山未希 - 排球選手
- 柳田將洋 - 排球選手

### 文學、藝術、學術
- 石田衣良 - 直木賞作家
- 植草一秀 - 經濟學者
- 藤原道山 - 尺八演奏家

### 放送
- 松丸友紀 - 播音員（東京電視台）